# 索戈塔黄耆
索戈塔黄耆（学名：Astragalus sogotensis）是豆科黄芪属的植物。分布于哈萨克斯坦、中亚以及中国大陆的新疆等地，生长于海拔1,000米的地区，一般生长在河谷湖泊附近以及山坡的砂砾土上，目前尚未由人工引种栽培。